# Babbittmetaal

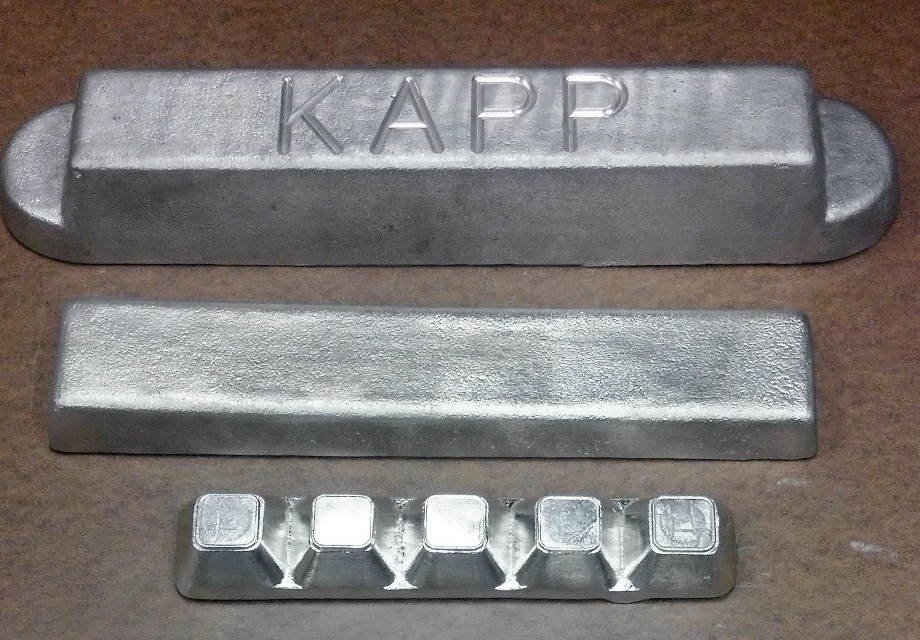
Staven babbittmetaal.

Babbittmetaal of witmetaal is een legering die, vanwege zijn lage wrijving, gebruikt wordt in glijlagers. Het is in 1839 uitgevonden door Isaac Babbitt in Taunton in Massachusetts. Babbitt patenteerde zijn vinding in diverse landen, waaronder de VS (1850), Engeland (1844) en Rusland (1847). Zijn vinding is ook nu nog van groot belang, bijvoorbeeld in verbrandingsmotoren en andere toepassingen met een hoge rotatiesnelheid (waaronder turbocompressoren en straalmotoren).
Tegenwoordig wordt de naam babbittmetaal gebruikt voor een hele serie legeringen, zoals:
- 90% tin, 10% koper
- 89% tin, 7% antimoon, 4% koper
- 80% lood, 15% antimoon, 5% tin

Aanvankelijk werden glijlagers met babbitmetaal in situ gegoten. Tegenwoordig wordt het als thin film aangebracht op een stalen drager.
Babbittmetaal is zacht en raakt makkelijk beschadigd. Het lijkt dan ook geen bijzonder goed materiaal voor lagers, maar dat is bedrieglijk. De structuur van de legering bestaat uit kleine, harde kristallen die opgenomen zijn in een matrix van zachter metaal. Als het zachte metaal wegslijt, komen de harde kristallen meer aan de oppervlakte en het smeermiddel (smeerolie) kan er tussendoor bewegen. De oliefilm vormt het feitelijke lageroppervlak. Daar komt bij dat schade aan het babbittmetaal te verkiezen is boven schade aan de strukturele delen (zoals as en boring, veelal van staal); het witmetaal is relatief gemakkelijk opnieuw te gieten, mede door het lage smelttraject.